# Scala (grafo)
Nell'ambito matematico della teoria dei grafi, un grafo a scala, denotato con {\displaystyle L_{n}}, è un grafo planare non orientato avente 2n vertici e 3n-2 spigoli.
Il grafo è scala può essere costruito ed espresso come il prodotto cartesiano di due grafi lineari, dei quali almeno uno ha un unico bordo. In simboli, si ha: {\displaystyle L_{n,1}=P_{n}xP_{2}}.

## Proprietà
Per costruzione, il grafo a scala è isomorfo al grafo a griglia {\displaystyle G_{2,n}} e appare con la forma di una scala di n gradini. È un cammino hamiltoniano avente:
- calibro pari a 4, se {\displaystyle n>1} (caso del grafo a scala non degenere);
- indice cromatico uguale a 3, se {\displaystyle n>2}.

Il numero cromatico del grafo a scala è 2, mentre il polinomio cromatico è {\displaystyle (x-1)x(x^{2}-3x+3)^{(n-1)}}.

I grafi a scala L_{1}, L_{2}, L_{3}, L_{4} e L_{5}

Il numero cromatico del grafo a scala è 2

## Ladder rung graph
Talora, l'espressione "grafo a scala" indica il grafo a scala di livello (ladder rung graph, LR) denotato con {\displaystyle nxP_{2}}, poiché è l'unione grafica di n copie del grafo lineare P2:

I grafi a scala di livelloLR_{1}, LR_{2}, LR_{3}, LR_{4} e LR_{5}. Rispetto ai corrispondenti grafi a scala differiscono per l'assenza dei bordi verticali destri e sinistro.

## Grafo a scala circolare
Il grafo a scala circolare (in inglese: Circular ladder graph)  CLn può essere costruito dalla connessione in modo perpendicolare di 4 vertici di 2 gradi ciascuno (cioè associati a due spigoli), oppure dal prodotto cartesiano di un grafo completo di due vertici con un ciclo di n vertici (in simboli: CLn = Kn × Cn), ovvero di un grafo ciclo di lunghezza n≥3 con uno lineare (in simboli: CLn = Cn × P2).

Esso ha 2n vertici e 3n spigoli.
Come gli altri grafi a scala, è un connesso e planare, un cammino hamiltoniano, con la differenza che è un bipartito se e solo se n è pari.
I grafi a scala circolare sono grafi poliedrici di prismi e pertanto sono comunemente chiamati grafi prismi.

Esempi di grafi a scala circolari sono i seguenti.
| CL3 | CL4 | CL5 | CL6 | CL7 | CL8 |

## Scala di Möbius
Se i quattro vertici di due gradi ciascuno vengono connessi in modo trasversale, si ottiene un tipo di grafo cubico chiamato (grafo a) scala di Möbius:

Due viste della scala di Möbius M_{16}.